# Série de championnat de la Ligue américaine de baseball 1983
La Série de championnat de la Ligue américaine de baseball 1983 était la série finale de la Ligue américaine de baseball, dont l'issue a déterminé le représentant de cette ligue à la Série mondiale 1983, la grande finale des Ligues majeures.
Cette série trois de cinq débute le mercredi 5 octobre 1983 et se termine le samedi 8 octobre par une victoire des Orioles de Baltimore, trois matchs à un sur les White Sox de Chicago.

## Équipes en présence
Les White Sox de Chicago affichent en 1983 le meilleur dossier victoires-défaites parmi toutes les équipes du baseball majeur en saison régulière. Avec une fiche de 99-63, ils dominent outrageusement la division Ouest de la Ligue américaine, où ils terminent premiers avec 20 victoires de plus que l'équipe de seconde place, Kansas City. C'est la fin d'une longue traversée du désert pour la franchise des White Sox, qui n'avait pas gagné un championnat de division depuis 1959.
Avec 98 gains contre 64 revers, les Orioles de Baltimore décrochent le titre de la division Est, où ils devancent les Tigers de Detroit par six parties. Il s'agit d'un premier championnat de section depuis 1979. Baltimore avait pris le deuxième rang au cours des trois saisons séparant ces deux titres.
Les Orioles et les White Sox s'affrontent pour la première fois en séries éliminatoires.

## Déroulement de la série

### Calendrier des rencontres
| Match | Date      | Visiteur             | Hôte                 | Score              |
| ----- | --------- | -------------------- | -------------------- | ------------------ |
| 1     | 5 octobre | White Sox de Chicago | Orioles de Baltimore | 2 - 1              |
| 2     | 6 octobre | White Sox de Chicago | Orioles de Baltimore | 0 - 4              |
| 3     | 7 octobre | Orioles de Baltimore | White Sox de Chicago | 11 - 1             |
| 4     | 8 octobre | Orioles de Baltimore | White Sox de Chicago | 3 - 0 (10 manches) |

### Match 1
Mercredi 5 octobre 1983 au Memorial Stadium, Baltimore, Maryland.
| White Sox de Chicago                                                                                            | 0 | 0 | 1 | 0 | 0 | 1 | 0 | 0 | 0 | 2 | 7 | 0 |
| Orioles de Baltimore                                                                                            | 0 | 0 | 0 | 0 | 0 | 0 | 0 | 0 | 1 | 1 | 5 | 1 |
| Lanceurs partants : CHI : LaMarr Hoyt BAL : Scott McGregor Vic. : LaMarr Hoyt (1-0) Déf. : Scott McGregor (0-1) |   |   |   |   |   |   |   |   |   |   |   |   |

### Match 2
Jeudi 6 octobre 1983 au Memorial Stadium, Baltimore, Maryland.
| White Sox de Chicago | 0 | 0 | 0 | 0 | 0 | 0 | 0 | 0 | 0 | 0 | 5 | 2 |
| Orioles de Baltimore | 0 | 1 | 0 | 1 | 0 | 2 | 0 | 0 | X | 4 | 6 | 0 |
| Lanceurs partants : CHI : Floyd Bannister BAL : Mike Boddicker Vic. : Mike Boddicker (1-0) Déf. : Floyd Bannister (0-1) HRs: BAL : Gary Roenicke (1) |   |   |   |   |   |   |   |   |   |   |   |   |

### Match 3
Vendredi 7 octobre 1983 au Comiskey Park, Chicago, Illinois.
| Orioles de Baltimore | 3 | 1 | 0 | 0 | 2 | 0 | 0 | 1 | 4 | 11 | 8 | 0 |
| White Sox de Chicago | 0 | 1 | 0 | 0 | 0 | 0 | 0 | 0 | 0 | 1  | 6 | 1 |
| Lanceurs partants : BAL : Mike Flanagan CHI : Richard Dotson Vic. : Mike Flanagan (1-0) Déf. : Richard Dotson (0-1) Sauv. : Sammy Stewart (1) HRs : BAL : Eddie Murray (1) |   |   |   |   |   |   |   |   |   |    |   |   |

### Match 4
Samedi 8 octobre 1983 au Comiskey Park, Chicago, Illinois.
| Orioles de Baltimore | 0 | 0 | 0 | 0 | 0 | 0 | 0 | 0 | 0 | 3 | 3 | 9  | 0 |
| White Sox de Chicago | 0 | 0 | 0 | 0 | 0 | 0 | 0 | 0 | 0 | 0 | 0 | 10 | 0 |
| Lanceurs partants : BAL : Storm Davis CHI : Britt Burns Vic. : Tippy Martinez (1-0) Déf. : Britt Burns (0-1) HRs : BAL : Tito Landrum (1) |   |   |   |   |   |   |   |   |   |   |   |    |   |

## Joueur par excellence
Le lanceur partant Mike Boddicker, des Orioles de Baltimore, est choisi joueur par excellence de la Série de championnat 1983 de la Ligue américaine de baseball. Le droitier est brillant lors du deuxième match contre les White Sox, une partie disputée à Baltimore. Il lance un match complet et un blanchissage, limitant Chicago à cinq coups sûrs en neuf manches et, surtout, il retire 14 adversaires sur des prises. Il est crédité de la victoire dans ce gain de 4-0 des Orioles.